# Стрюково (Донецкая область)
Стрюково (укр. Стрюкове) — село на Украине, находится в Шахтёрском районе Донецкой области. Под контролем самопровозглашённой Донецкой Народной Республики.

## География
Село расположено на правом берегу реки под названием Миус. К востоку от населённого пункта (по руслу Миуса) проходит граница между Донецкой и Луганской областями.

#### Соседние населённые пункты по странам света
С: Весёлое
СЗ: Тимофеевка
СВ: Фащевка (Антрацитовский район Луганской области)
З: Орлово-Ивановка
В: —
ЮЗ: Петропавловка
ЮВ: Грабово (ниже по течению Миуса)
Ю: Рассыпное (село), Рассыпное (посёлок в составе Тореза)

## Население
Население по переписи 2001 года составляло 151 человека.

## Общие сведения
Код КОАТУУ — 1425286805. Почтовый индекс — 86263. Телефонный код — 6255.

## Адрес местного совета
86263, Донецкая область, Шахтёрский р-н, с.Рассыпное, ул.Ленина, 24

## Топографические карты
- Лист карты M-37-138 Красный Луч. Масштаб: 1 : 100 000. Состояние местности на 1982 год. Издание 1985 г.